# Tom C. Clark

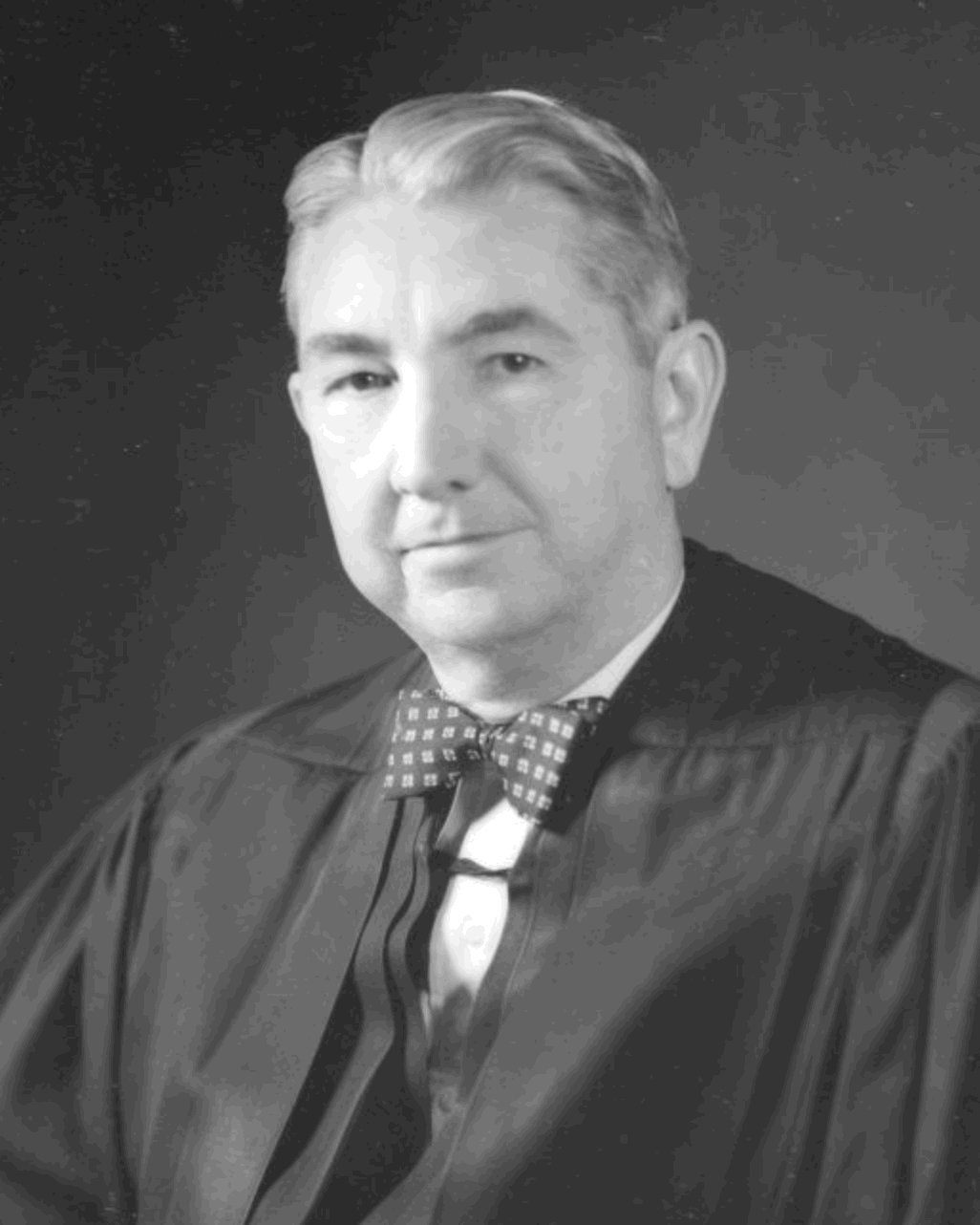
Tom C. Clark circa 1949

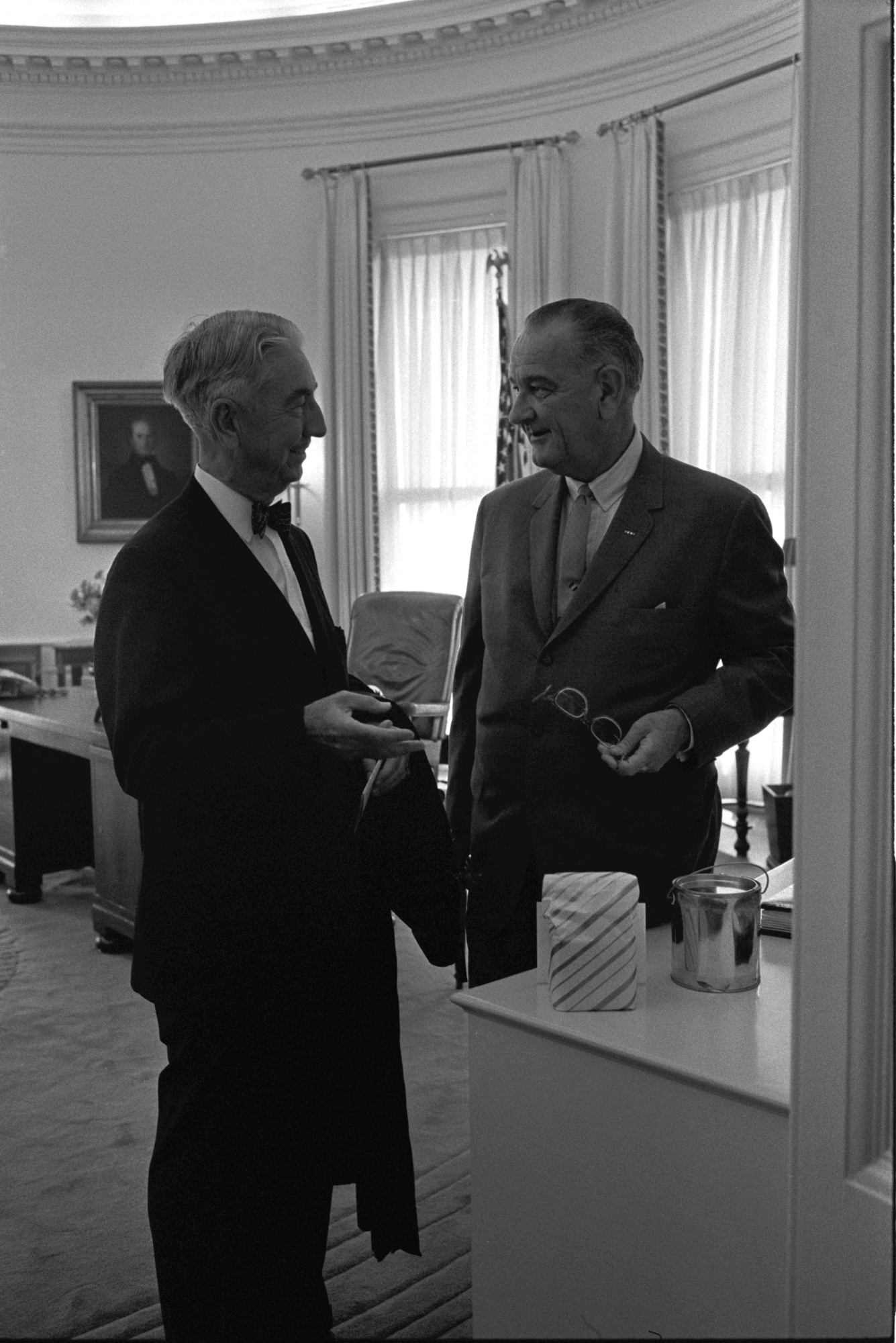
Tom Clark (links) mit Präsident Lyndon B. Johnson im Oval Office, 1965

Tom Campbell Clark (* 23. September 1899 in Dallas; † 13. Juni 1977 in New York City) war ein US-amerikanischer Jurist, Politiker, Justizminister (Attorney General) und Richter am Supreme Court of the United States.

## Studium und berufliche Laufbahn
Clark war gegen Ende des Ersten Weltkrieges 1918 Infanterist der Nationalgarde von Texas. Anschließend absolvierte er ein Studium der Rechtswissenschaften an der Law School der University of Texas, das er 1922 mit einem Bachelor of Laws (LL.B.) abschloss. Nach der Zulassung als Rechtsanwalt trat er in die Anwaltskanzlei seines Vaters in Dallas, die er bis 1937 betrieb. Zwischenzeitlich war er von 1927 bis 1932 Bezirksstaatsanwalt in Dallas.

## Aufstieg zum Justizminister unter Präsident Truman
Clark, der der Demokratischen Partei angehörte, trat 1937 in den Dienst des Justizministeriums. Dort war er als Sonderstaatsanwalt im Bureau of War Risk Litigation. Bereits ein Jahr später wurde er Sonderassistent des Assistenten des Justizministers und Leiters der Kartellrechtsabteilung. Zwischen 1940 und 1942 war er Leiter des Büros für die Westküste der USA in der Kartellrechtsabteilung.
Während des Zweiten Weltkriegs war er außerdem 1942 bis 1943 Zivilkoordinator für die Umsiedlung von japanischstämmigen amerikanischen Staatsbürgern in Kalifornien und anderen Bundesstaaten. Im Anschluss daran wurde er 1943 der Kriegsbetrugseinheit und Erster Assistent des Assistant Attorney General und Leiter der Kartellrechtsabteilung. Im August 1943 wurde er schließlich selbst Assistent des Justizministers und Leiter der Kriminalabteilung des Justizministeriums.
Am 27. Juni 1945 berief ihn Präsident Harry S. Truman zum Justizminister (Attorney General) in sein Kabinett. Dieses Amt übte er bis zum 26. Juli 1949 aus.
Als Justizminister war er einer der wichtigsten Berater des Präsidenten und zugleich einer der Hauptunterstützer des Präsidenten in der antikommunistischen Kampagne, die später unter dem republikanischen Senator Joseph McCarthy ihren Höhepunkt erreichte.

## Richter am Obersten Gerichtshof
Am 24. August 1949 wurde er von Truman als Nachfolger des am 19. Juli verstorbenen Frank Murphy zum Richter am Supreme Court of the United States berufen.
Trumans Biografie zufolge soll er die Berufung später bedauert haben. Diese Änderung soll Truman aufgrund der Entscheidung des Obersten Bundesgerichts im Fall Youngstown Sheet & Tube Co. v. Sawyer getroffen, in der das Oberste Gericht die Macht des Präsidenten einschränkte, obgleich Clark zuvor als Justizminister der Ansicht war, dass der Präsident einen Betrieb beschlagnahmen kann, um einen Streik abzuwenden.
Während seiner Richtertätigkeit war Clark zumeist ein Vertreter konservativer Ansichten, obschon er zum Teil auch Verfasser von Grundsatzurteilen zur Erweiterung von Individualrechten war. Als Richter trug er schließlich mit seiner Zustimmung zum Urteil Brown v. Board of Education zum Ende der Rassentrennung bei. Während der McCarthy-Ära war er entschlossener Gegner des Kommunismus.
Am 12. Juni 1967 trat er als Richter am Supreme Court zurück, um einen Interessenkonflikt zu vermeiden, nachdem sein Sohn Ramsey Clark am 10. März 1967 zum Justizminister in der Regierung von Präsident Lyndon B. Johnson ernannt worden war. Nachfolger als Richter wurde mit Thurgood Marshall der erste Afroamerikaner am Obersten Gerichtshof.
Nach seinem Rücktritt war er unter anderem Direktor des Federal Judicial Center sowie Vorsitzender des Direktoriums der Amerikanischen Rechtspflegegesellschaft.
Ein Jahr nach seinem Tode wurde eine High School in San Antonio (Texas) nach ihm benannt.